# Слодкевич, Всеволод Сергеевич
Всеволод Сергеевич Слодке́вич (1904—1964) — советский учёный-геолог, палеонтолог, заслуженный деятель науки Карело-Финской ССР (1945).

## Биография
Окончил в 1929 году геологическое отделение физико-математического факультета Ленинградского государственного университета.
В 1929—1937 годах работал палеонтологом, специалистом по нижне-третичным образованиям во Всероссийском научно-исследовательском геологоразведочном институте. Основные направления исследования — стратиграфия, палеоген Украины (в частности, Донбасса), Средней Азии.
В 1937—1940 годах работал старшим научным сотрудником Московского палеозологического института АН СССР.
В 1940—1946 годах — заведующий кафедрой исторической геологии Карело-Финского государственного университета.
В годы Великой Отечественной войны — эвакуация в Сыктывкаре.
В 1945—1946 годах — учёный секретарь Карело-Финского филиала АН СССР.
В 1947—1950 годах руководил Дальневосточным филиалом отделения РАН.
В 1950—1957 годах работал заведующим кафедрой исторической геологии Карело-Финского государственного университета.
В 1957—1960 годах — Председатель президиума Карело-Финского филиала АН СССР. Основная деятельность — организация изучения природных ресурсов Карелии.
В дальнейшем работал в Молдавской ССР заведующим лабораторией палеонтологии Геологического института АН МССР в Кишинёве и на Дальнем Востоке СССР заведующим лабораторией общей геологии Сахалинского КНИИ в Новоалександровске.

## Научные труды
Автор более 50 научных работ. Редактор многотомного издания «Основы палеонтологии» (1953—1963).